# Rafinose
Rafinose é um trissacarídeo formado de galactose, frutose e glicose pode ser encontrado no feijão, repolho, brócolis, aspargo, couve-de-bruxelas, outras hortaliças e grãos integrais. A rafinose pode ser hidrolisada em D-galactose e sacarose pela enzima α-galactosidase (α-GAL), uma enzima que não pode ser encontrada no trato digestivo humano. α-GAL também hidrolisa outros α-galactosídeos tais como estaquiose, verbascose e galactinol. A enzima não quebra galactose com ligações β, como a lactose.
Os oligossacarídeos da família da rafinose (RO) é composta por derivados alfa-galactosil da sacarose. Os oligossacarídeos mais comuns desta família são o trissacarídeo rafinose, o tetrassacarídeo estaquiose e o pentassacarídeo verbascose. RO é facilmente encontrado no reino vegetal sendo encontrado em uma grande variedade de sementes de diferentes famílias e figura em segundo lugar em abundância entre os carboidratos solúveis, atrás apenas da sacarose.
Humanos e outros animais monogástricos (suínos e aves) não possuem a enzima α-GAL para quebrar os RO e estes oligossacarídeos passam sem ser digeridos pelo estômago e pelo intestino delgado. No intestino grosso, eles são fermentados por bactérias que possuem a enzima α-GAL e produzem dióxido de carbono, metano e/ou hidrogênio - provocando flatulência associada à ingestão de feijão e outros legumes. α-GAL está presente em auxiliares digestivos.
Procedimentos envolvendo a criopreservação utilizam a rafinose para produzir hipertonia para a dessecação da célula anterior ao congelamento. Rafinose e sacarose são utilizadas para formar sucralose.
1. ↑  Storey B., Noiles, E., Thompson, K. (1998). «Comparison of Glycerol, Other Polyols, Trehalose, and Raffinose to Provide a Defined Cryoprotectant Medium for Mouse Sperm Cryopreservation». Cryobiology. 37 (1): 46–58. PMID 9698429. doi:10.1006/cryo.1998.2097